# 舊古河庭園

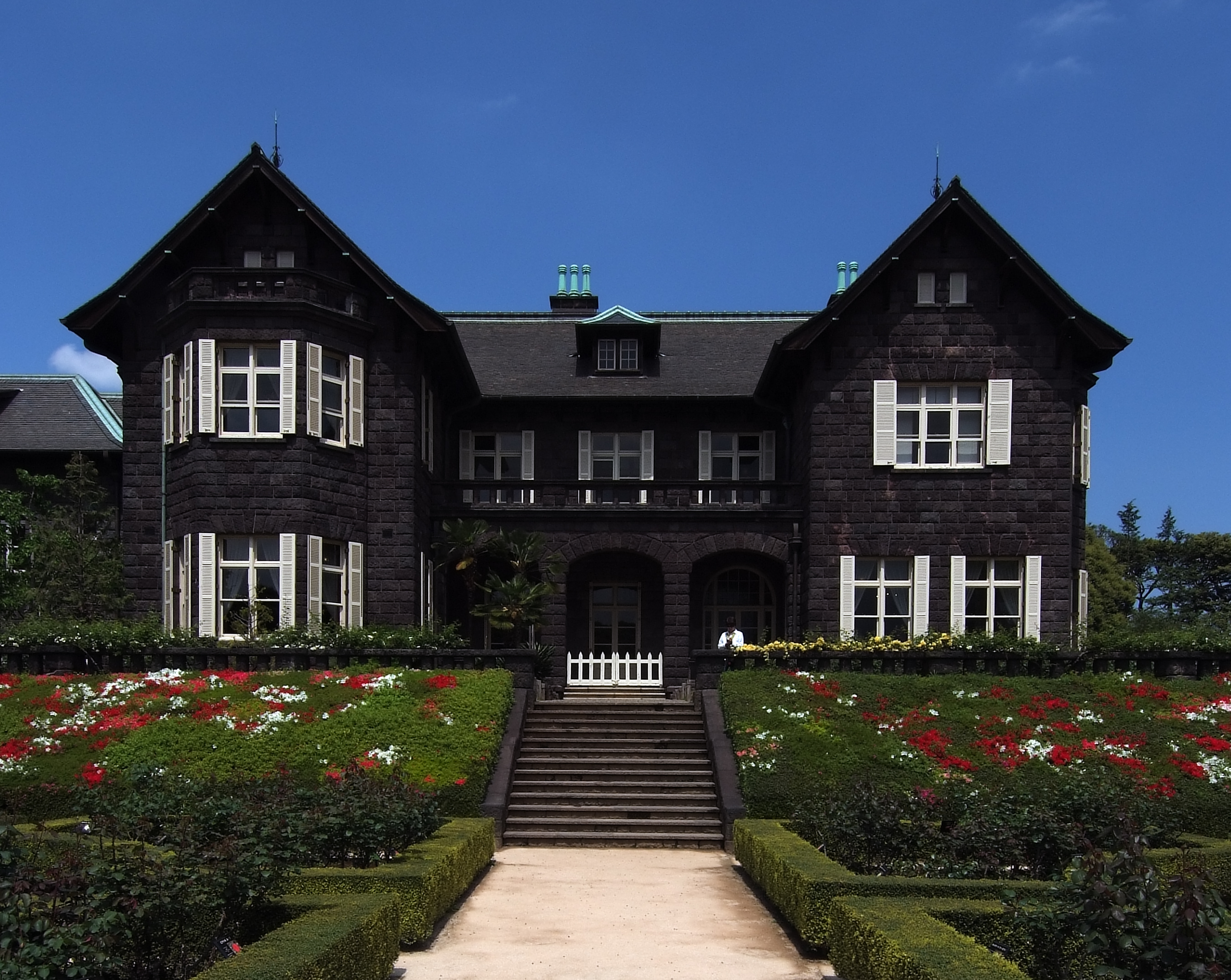
舊古河庭園

舊古河庭園（日语：／ kyū furukawa teien）是位於日本東京都北區的一座都立庭園。該庭園始建於1919年，最初是古河虎之助男爵的邸宅，包含有洋館、西洋庭園、日本庭園，現在是國有財產並對公眾開放，被政府指定為名勝。舊古河庭園是東京觀賞玫瑰的勝地。

## 外部連結
- 旧古河庭園 （页面存档备份，存于）（都立公園・庭園案内 - 東京都建設局）
- 旧古河庭園 （页面存档备份，存于）（財団法人東京都公園協会｜公園へ行こう!）
- 旧古河庭園 （页面存档备份，存于）（財団法人東京都公園協会｜庭園へ行こう。）
- 大谷美術館 旧古河庭園 （页面存档备份，存于）